# Marconi Grand Prix of Cleveland 2000
Marconi Grand Prix of Cleveland 2000 var den nionde deltävlingen i CART World Series 2000. Tävlingen kördes den 2 juli på Burke Lakefront Airport i Cleveland, Ohio. 

## Tävlingen
Roberto Moreno tog över mästerskapsledningen efter en inspirerad körning, som gav 41-åringen hans första seger i CART. Moreno tog både pole position och segern, vilket gav honom 22 poängs övertag i mästerskapet (motsvarande maxpoängen för ett race). Kenny Bräck tog också sin bästa placering i CART, sedan han följt Moreno i mål till en andraplats för Team Rahal. Bräcks resultat tog upp honom till fjärde plats i mästerskapet, vilket gjorde honom till den klart bästa nykomlingen. Cristiano da Matta blev trea, följd av Michael Andretti. Den senares placering tog upp honom till andraplatsen bakom Moreno i totalsammandraget. Gil de Ferran hade däremot en mindre lyckad tävling med fjortonde plats, vilket gjorde att han, Andretti och Bräck hade en jämn kamp om andraplatsen.

## Slutresultat
| Plats | Förare               | Team                     | Grid | Kvaltid  |
| ----- | -------------------- | ------------------------ | ---- | -------- |
| 1     | Roberto Moreno       | Patrick Racing           | 1    | 57,436   |
| 2     | Kenny Bräck          | Team Rahal               | 15   | 58,049   |
| 3     | Cristiano da Matta   | PPI Motorsports          | 5    | 57,583   |
| 4     | Michael Andretti     | Newman/Haas Racing       | 4    | 57,575   |
| 5     | Patrick Carpentier   | Forsythe Racing          | 19   | 58,717   |
| 6     | Juan Pablo Montoya   | Chip Ganassi Racing      | 6    | 57,601   |
| 7     | Adrián Fernández     | Patrick Racing           | 9    | 57,707   |
| 8     | Jimmy Vasser         | Chip Ganassi Racing      | 12   | 57,930   |
| 9     | Bryan Herta          | Mo Nunn Racing           | 7    | 57,671   |
| 10    | Maurício Gugelmin    | PacWest Racing           | 3    | 57,538   |
| 11    | Norberto Fontana     | Della Penna Motorsports  | 22   | 59,265   |
| 12    | Mark Blundell        | PacWest Racing           | 16   | 58,259   |
| 13    | Dario Franchitti     | Team KOOL Green          | 8    | 57,677   |
| 14    | Gil de Ferran        | Marlboro Team Penske     | 2    | 57,524   |
| 15    | Shinji Nakano        | Walker Racing            | 21   | 58,985   |
| 16    | Alex Tagliani        | Forsythe Racing          | 18   | 58,644   |
| 17    | Christian Fittipaldi | Newman/Haas Racing       | 13   | 57,941   |
| 18    | Max Papis            | Team Rahal               | 14   | 58,044   |
| 19    | Paul Tracy           | Team KOOL Green          | 17   | 58,534   |
| 20    | Luiz Garcia Jr.      | Arciero Racing           | 24   | 1.00,756 |
| 21    | Hélio Castroneves    | Marlboro Team Penske     | 10   | 57,722   |
| 22    | Michel Jourdain Jr.  | Bettenhausen Motorsports | 20   | 58,941   |
| 23    | Oriol Servià         | PPI Motorsports          | 11   | 57,818   |
| 24    | Tarso Marques        | Dale Coyne Racing        | 23   | 59,442   |
| 25    | Takuya Kurosawa      | Dale Coyne Racing        | 25   | 1.00,767 |